# Dursunbey
Dursunbey est une ville et un district de la province de Balıkesir dans la région de Marmara en Turquie.